# ゲゲゲの鬼太郎 妖怪大魔境
『ゲゲゲの鬼太郎 妖怪大魔境』（ゲゲゲのきたろう ようかいだいまきょう）は、1986年にバンダイから発売されたファミリーコンピュータ用の横スクロールアクションゲーム。漫画およびアニメ作品『ゲゲゲの鬼太郎』を原作としている。
日本国外版のタイトルは『NINJA KID』（ニンジャ・キッド）。主人公が忍者のようなキャラクターに、アニメのテーマソングを乗せたBGMが別の曲に差し替られるなどしており、『ゲゲゲの鬼太郎』とは関係なくなっている。

## 概要
プレイヤーは主人公である鬼太郎を操作し、敵として立ちはだかる妖怪を次々と倒していく内容。
1ステージは、アクションステージがあるいくつかの「魔境」と砂かけ婆の家、そしてボスがいる「妖怪城」が配置された見下ろし型マップと、横スクロールアクションで妖怪と戦うアクションステージとに分かれる。魔境のどれかにある水晶玉を手に入れ、ステージのボスを倒すと1ステージクリアとなる。全16ステージあり、これをクリアするとまた1ステージに戻り無限ループとなる。
アニメ第3期をモチーフにしたアクションゲームでありシューティングゲームの要素があるが、移動方向にかかる慣性などから操作が非常に難しく、難易度は高い。
売り上げは100万本を超える。発売当時放送されていたテレビアニメ『ゲゲゲの鬼太郎 第3シリーズ』の第38話「タタリだ～!?妖怪土ころび」の冒頭で、依頼人の少女がゲームで遊ぶ場面に本作の音楽が使われている。

## ゲーム内容

### システム
ライフ制では無く、敵妖怪や妖怪が撃ってくる弾に当たると1人減る。残り人数が無くなるとゲームオーバーとなる。ステージによっては一反木綿に乗ることもあるが、あくまで乗り物なので鬼太郎がやられればアウトになるのは変わらない。ゲームオーバー後の再開（コンティニュー）はできない。
ステージ中の行動によっては残り人数を増やすことも出来るが、残り250人を超えるとオーバーフローしてしまい、1人やられるだけで即ゲームオーバーになる現象が発生する。
なお、タイトル画面で特定の操作をすることにより、ミス時に残り人数が減少しなくなる隠しコマンドが存在する。

### 武器
鬼太郎の攻撃手段は、普段は髪の毛針（弾数無制限）だが、アイテムを取ることによって以下のスペシャル武器と呼ばれる攻撃手段を選ぶことができる（クリア条件のカウントが、残り7になると出現）。なお、使用するかどうかは切り替えられるが、アイテムを取ってから1発撃つまでは切り替えは出来ない。また、「ちゃんちゃんこ」と「リモコン下駄」は一発撃つと選択が解除されるが、「指鉄砲」と「火炎」は自動解除されないので、一発撃った後にセレクトボタンを押し、自分で解除する必要がある。
指鉄砲
貫通能力を持つ弾を前方に撃つ。
1回につき20発ずつ補充され、最大99発まで蓄積可能。
ちゃんちゃんこ
十字キーで操作できる。貫通能力を持ち、画面から出ない限り何度でも使うことができる。フワフワと漂うような感じで、動きは遅め。
1回につき3発ずつ補充され、最大10発まで蓄積可能。また、取ると数秒間無敵になる。
リモコン下駄
同じく操作できる。動きは速く、目で追いきれないことも。ちゃんちゃんこと違い、画面外に出ても操作で戻ってくるが、一度敵に当たると消える。ちゃんちゃんこ、リモコン下駄ともに操作している間は鬼太郎も動くため、操作に気を取られて落とし穴にはまったり敵にぶつかったりしてミスしやすくなる。
1回につき4発ずつ補充され、最大10発まで蓄積可能。こちらも取ると数秒間無敵になる。
火炎
回転しながら前方に飛んでいく弾を撃つ。貫通能力がある。
1回につき20発ずつ補充され、最大99発まで蓄積可能。

## 設定

### ストーリー
悪の妖怪が人間界を征服し、妖怪の国を作るために魔境を出現させた。世界が悪の妖怪たちに占領されそうになったが、正義の味方である鬼太郎が仲間の妖怪たちと共に妖怪大魔境へと乗り込んでいった。 
魔境ではすさまじい死闘が繰り広げられ、鬼太郎と一反木綿による空中戦や、悪の妖怪に奪われた人間の魂の争奪戦、妖術を解くためにつるべ火を連れてのろうそく合戦などが行われた。
その他にも、行く手を阻む巨大妖怪の罠や、妖怪城に潜む強敵妖怪の挑戦など、鬼太郎の前途には様々な困難が待ち受ける。平和な世界を取り戻すため、鬼太郎の果てしない冒険は続く。

### ステージ構成

#### 魔境マップ
見下ろし型のマップで、四大魔境、砂かけ婆の家、妖怪城などのポイントが配置されている。鬼太郎を上下左右に移動してポイントを選択する。配置される魔境の数はステージ毎に決まっているが、位置や種類は毎回変わる。M16以降は、見えない魔境も配置されるようになり、移動中に意図しない魔境に入ってしまったり、水晶玉を入手するために見えない魔境を探して歩き回るような状況が発生する。なお、マップのパターンは4パターンある。

#### 魔境
魔境は5つに分かれていて、それぞれ構成、クリア条件が異なる。同じ魔境の中でもマップは2～4種類あり、背景や足場の形などが異なる。クリア条件を満たした後はどの魔境も共通で花畑に変わる。なお、各魔境とも横方向は無限スクロールとなっており、壁等にぶつかることはない。
クリア条件を満たすと、扉が2つ現れる。片方は正しい扉で、入った時点で魔境クリアとなるが、間違った扉に入ると「妖怪地獄」に落とされる。
妖奇魔境（ようきまきょう）
ゲートにドクロの両側に墓石のマークがある魔境が入口。オーソドックスなステージ。空中に漂う魂を10個集めるとクリアとなる。「神社」「墓場」「森」「川」の4種類がある。
妖界魔境（ようかいまきょう）
ゲートに3方ともドクロのマークがある魔境が入口。妖奇魔境と違い、足場が地面、中段、上段と複数に分かれている。敵を10体倒すとクリアとなる。「ススキガ原」「屋敷」の2種類がある。
妖空魔境（ようくうまきょう）
ゲートにドクロの両側に羽のマークがある魔境が入口。空中ステージ。鬼太郎は一反木綿に乗って戦う。地形は無く、上下左右に自由に移動が可能。敵を10体倒すとクリアとなる。「山上空1（空の色が黒)」「山上空2（空の色が水色）」「林上空」「鍾乳洞」の4種類がある。
妖炎魔境（ようえんまきょう）
ゲートにドクロの両側に蝋燭のマークがある魔境が入口。鬼太郎の動きに準じるつるべ火を動かし、ステージのあちこちにある蝋燭10本すべてに火を灯すとクリアとなる（つるべ火はあくまで蝋燭を灯す役で、敵に攻撃はできない）。「しゃれこうべ谷」と「土蔵」の2種類がある。土蔵はアクションステージ中で唯一最下部に落とし穴があり、落ちるとミスになる。
ミステリー魔境
上記4つの魔境がランダムに出現する。ゲートの入口のマークはそれぞれの混合になっている。
妖怪地獄（ようかいじごく）
魔境で間違った扉に入ると落とされる場所。中には1～3体の手下妖怪とボス妖怪がおり、スペシャル武器の使用を封じられる。縦スクロール式のステージになっており、最下層からスタートして最上段にいるボス妖怪を倒すか、ある味方キャラクターの助けを借りると脱出でき、魔境もクリアとなる。手下妖怪は何匹倒しても復活する。また、面が進むと同時に出現する手下妖怪が増え、攻撃も激しくなる。

#### 妖怪城
ステージのボスが居る妖怪城は、最初は妖術により閉ざされているが、後述の水晶玉を取り、砂かけ婆の家で砂かけ婆に封印を解いてもらうと乗り込む事が出来る。ボス戦の最中にはオカリナを使用することで味方妖怪を呼び出す事が可能。

## 登場キャラクター

### プレイヤーキャラクター
鬼太郎
原作および本作の主人公。

### 魔境・妖怪地獄の助っ人
一反木綿
妖空魔境に登場。鬼太郎を乗せて空を飛ぶ。
つるべ火
妖炎魔境に登場。宙を漂いながら鬼太郎を追うように移動し、ろうそくを通過すると点火する。
天童ユメコ
妖怪地獄で一定数の手下を倒すと画面上方から出現。触れると地獄を脱出できる。
猫娘
ユメコと並んで出現。触れると蹴り落とされるが5000点。

### 妖怪城の助っ人
各魔境でオカリナを手に入れていると、ボス戦にて画面左端でしゃがめば以下の味方妖怪が現れ、一定時間助けを得られる。
ぬりかべ
オカリナ1個以上で登場。鬼太郎の前に立って、正面からのボスの弾を防いでくれるが、ぬりかべより後方の上空からは防げない。原作のようにボスを自分の中に塗り込んで閉じこめたりはしない。オカリナ1個の場合、ぬりかべが繰り返し登場する。
子泣き爺
オカリナ2個以上でぬりかべの次に登場。ボスにしがみついて動きを止める。弾はそのまま撃ってくる。オカリナ2個の場合、次は再びぬりかべが登場し繰り返しになる。
砂かけ婆
オカリナ3個で子泣き爺の次に登場。砂を撒き、ボスが弾を撃たなくなる。次は再びぬりかべが登場し繰り返しになる。

### アイテム扱いのキャラクター
マル秘箱と水晶玉を除き、毛針などで撃つと消えてしまう。
目玉おやじ
特定の場所に毛針を打ち込むと、画面下方から出現する。取ると残り人数が1人増える。毛針で倒す事も出来るが、何も起こらない。
毛目玉
目玉おやじに毛が生えた偽者。目玉おやじと一緒に出現する。取ると残り人数が1人減る（ミスにはならず、表示されている残数が-1される）。毛針で撃って倒すと500点。
カラス
特定のポイントを通過すると画面左側から横方向より出現して画面を横切る。取ると1000点に加え、その魔境のクリア時の2つの扉のうち正しいほうを教えてくれる。妖奇魔境と妖空魔境で出現。
座敷わらし
出現条件・効果はカラスと同じ。ただしこちらは出現した位置から動かない。妖界魔境と妖炎魔境で出現。
妖怪ポスト
特定のボタン操作を10回行うと出現。取ると500点。ただし、同じボタン操作をあと2回、計12回やると消えてしまう。
マル秘箱
「秘」と書かれた箱。一定以上移動すると出現する。数回接触すると取ることが出来、取ると1000～5000点がランダムで入る。
オカリナ
魔境において、クリア条件達成寸前（カウンターが1）になると出現する。取るとボス戦で仲間が呼べる。ただし、取る前にクリア条件の最後の1つを行い、条件達成してしまうと、出口の扉出現と同時に消えてしまう。全ての魔境で出現する。
水晶玉
3つ以上ある魔境のうちのどれかに出現する。取ると妖怪城に入れるようになる。どこの魔境に隠されるかはランダムだが、隠されている魔境に入った場合は、水晶玉を取らない限りクリア条件を達成しても扉が出現せずクリアできない。該当するステージでクリア条件がラスト5になると出現する
呼ぶ子
特定のボタン操作をすると出現。取ると2000点に加え、一定時間移動スピードが1.5倍になる。妖界魔境と妖炎魔境に出現する。
シーサー
特定の方法で敵を倒すと出現。取ると5000点。妖界魔境に出現。
古代の石臼
特定の方法で敵を倒すと出現。取ると2000点。妖界魔境に出現。
油すまし
特定の方法で敵を倒すと出現。取ると5000点。妖奇魔境の神社と川にのみ出現。
妖怪自動車
特定の方法で敵を倒すと出現。取ると5000点。妖炎魔境に出現。
茶碗
目玉おやじが風呂桶代わりにしている茶碗。特定の方法で敵を倒すと出現。取ると2000点に加え、一定時間スピードが1.5倍になる。妖空魔境の山上空1と2に出現。
妖怪眼鏡
特定の方法で敵を倒すと出現。取ると5000点。妖空魔境の林上空と鍾乳洞に出現。

### 敵キャラクター
魔境により、出現する敵は全く異なる。また同じ魔境でも背景や何ステージ目であるかによっても出現する敵が違ってくる。

#### 妖奇魔境
土ころび（100点）
森と墓場に出現。目玉のついた毛玉のような妖怪。基本的に地面を転がるだけで、こちらから触らなければ無害なザコキャラ。ただし、M10以降になると、移動するスピードが速くなる。大きさの関係上、倒す場合はしゃがんで毛針を撃つ必要がある。
朱の盤（300点）
墓場に出現。画面左右のどちらかから飛び跳ねながらお盆を投げてくる。出現前には画面全体にお盆を降らせる。名に反して青系の配色。
あまめはぎ（300点）
森に出現。上から現れ、空中を漂いながらコマを投げてくる。出現前には画面全体にコマを降らせる。
だるま（100点）
神社に出現。土ころびの別バージョン。
のっぺらぼう（300点）
神社に出現。朱の盤の別バージョン。
キジムナー（100点）
川に出現。土ころびの別バージョン。地形の関係上、一番下の川の中と一番上の草下手にはいない。
まくらがえし（300点）
川に出現。あまめはぎの別バージョン。上から現れ、空中を漂いながら眠り砂を投げてくる。出現前には画面全体に眠り砂を撒き散らす。
泥田坊（500点）
M3以降から神社以外に出現する。突然地面から生えてきて（川では画面上、塀の上から）そのまま移動も攻撃もしないお邪魔キャラ。毛針が通用せず、スペシャル武器のみ破壊可能。

#### 妖界魔境
水虎（300点）
ススキガ原に出現。鬼太郎に向かって冷凍たつまきを飛ばしてくるが、真横にしか飛ばさない。たまにジャンプして段差を登る。
磯女（200点）
ススキガ原に出現。鬼太郎に向かって突進してくる。
のびあがり（200点）
ススキガ原に出現。特に攻撃はして来ないが、上下にゆらゆらと動きながら画面を横切る。
天邪鬼（200点）
ススキガ原に出現。鬼太郎に向かって岩を投げて攻撃する。
手の目（200点）
屋敷に出現。鬼太郎に向かって目くらまし光線を飛ばす。水虎の別バージョン。
きつね火（100点）
屋敷に出現。一定の高さで画面を横切る。
邪魅（300点）
屋敷に出現。手の目と似たような動きだが、毒気を四方八方に撒き散らす。
ぬっぺらぼう（200点）
屋敷に出現。のっぺらぼうではない。韓国の妖怪で白い姿をしている。天邪鬼の別バージョン。音符（アリランの歌）を放つ。

#### 妖空魔境
ペナンガラン（100点）
妖空魔境全般に出現。上下に揺れながら、後方から猛スピードで突っ込んでくる。M10以降は移動するスピードが上がる。
かみなり（300点）
山上空1と鍾乳洞に出現。いかずちを八方向に同時に飛ばす。不規則に漂うが毛羽毛現よりは遅い。
毛羽毛現（500点）
山上空1に出現。画面を不規則に漂う。スピードは結構速い。周りにミニプテラノドンを回転させてバリア（M9までは4体。M10以降は8体）を張っているため毛針が当たりにくい。又、M3以降からミニプテラノドンを鬼太郎に向けて飛ばす。
魔女（300点）
林上空に出現。かまなりの別バージョンで、鬼太郎に向かって鎌を飛ばす。
大首（500点）
林上空と鍾乳洞に出現。毛羽毛現の別バージョンで真空を飛ばす。林上空と鍾乳洞では色が違う。
かまなり（300点）
山上空2に出現。魔女の別バージョン。ただし飛ばしてくるのは鎌ではなく釜。
こうもりねこ（500点）
山上空2に出現。毛羽毛現の別バージョンでコウモリを飛ばす。

#### 妖炎魔境
ガイコツ（200点）
しゃれこうべ谷に出現。鬼太郎に向かって突進してくるが、動きは遅い。たまにジャンプして段差を登る。
白山坊（300点）
しゃれこうべ谷に出現。基本的にガイコツと同じ動きだが、動きが早くジャンプ力も高い。
蛟竜（200点）
しゃれこうべ谷に出現。1ヵ所から動かないが、蜃気楼光線を鬼太郎に向けて飛ばして攻撃してくる。
バックベアード・小（200点）
しゃれこうべ谷に出現。蛟竜と同じく動かずににらみ光線を横方向に飛ばして攻撃してくる。光線の連射速度がやたら速い。
さざえ鬼（200点）
土蔵に出現。ガイコツの別バージョン。
皿小僧（300点）
土蔵に出現。皿を鬼太郎に向けて飛ばして攻撃しつつ、自らも移動する。動きはさざえ鬼と同程度。
おどろおどろ（200点）
土蔵に出現。上下にゆれながら画面を横切る。妖界魔境ののびあがりに似た動きだが、上下の動きが小さい。
うぶめ（200点）
土蔵に出現。おどろおどろと同じような動きだが、フンを鬼太郎に向けて落として攻撃してくる。

#### 強敵妖怪
各ステージの妖怪城にいるボスキャラクターで、魔境の妖怪より一回り大きい。体力が10設定されており、攻撃を当ててこれを0にしないと倒せない。また、それぞれに耐性があったり（発射と同時に落ちてしまう。ただし当たれば一応体力を削ることはできる）、弱点だったりするスペシャル攻撃が設定されている。
エリート吸血鬼・弟(5000点）
体色は青。画面右の方にうろうろしながら、音符を正面に飛ばして攻撃。上では部下のコウモリが飛び回る。体力が減ると音符を飛ばす間隔が短くなる。ちゃんちゃんこが弱点で、リモコン下駄に耐性がある。
髪さま（5000点）
毛羽毛現や大首のようなバリア（髪）を持ち上空を漂っている。ただしバリアは8つあるため攻撃が当たり難い。髪を飛ばして攻撃してくる。火炎とリモコン下駄が弱点で、ちゃんちゃんこに耐性がある。
雪ん子（5000点）
ぴょんぴょん飛び跳ねながら冷凍光線を飛ばして攻撃してくる。ジャンプ力が高くなかなか追いつけない。倒すと「冷凍妖怪」にパワーアップして復活する。火炎とちゃんちゃんこが弱点で、リモコン下駄に耐性がある。
悪魔ベリアル（5000点）
鬼太郎に近づきながら魔法の玉を投げてくる。行動パターンは単純だが、倒した瞬間に爆発して4方向に飛び散るので、これを回避しないとクリアにならない（鬼太郎が画面の端にいると、反対側の同じ高さに分裂した一つが飛んで来た時ミスとなる）。指鉄砲とリモコン下駄が弱点で、ちゃんちゃんこに耐性がある。
エリート吸血鬼・兄（5000点）
体色は緑。基本的に弟と同じだが、毛針に耐性があるため、スペシャル武器がないと倒しづらい。リモコン下駄とちゃんちゃんこが弱点。
輪入道（5000点）
火球をバリアとし、炭素光線を飛ばし、動きは髪さまと同じパターン。動きが速い。リモコン下駄とちゃんちゃんこが弱点で、火炎に耐性がある。
ひでり神(5000点）
雪ん子と同じパターン。火炎をぶつける。復活するのも同じ。リモコン下駄と指鉄砲が弱点で、ちゃんちゃんこに耐性がある。また、火炎で攻撃すると体力が全回復してしまう。
ほうこう（5000点）
悪魔ベリアルと同じパターン。しかし4秒ごとに色が変わり、耐性がころころ変わるのでスペシャル武器が使いづらい。倒すと爆発するのも同じ。毛針は全ての形態で有効。

#### 妖怪地獄
妖怪地獄は足場を伝ってひたすら上へ進む構成になっており、頂上にボスである4種類の巨大妖怪のうちどれか（マップによって決まっている）が待ち受けている。
見上げ入道（5000点）
ボス妖怪。口から弾（霊界流し光線）を放つ。1つ目に毛針を打ち込むと倒せる。
団三郎狸（100点）
見上げ入道の手下。
ミニ見上げ入道(300点）
見上げ入道の手下。M9から出現する。ミニミニ見上げ入道を放ってくる。
赤舌（5000点）
ボス妖怪。口から弾（水車）を放つ。2つある目に毛針を打ち込むと倒せる。
しゃれこうべ(100点）
赤舌の手下。波状に浮遊しながら左右を往復する。
骨女（300点）
赤舌の手下。M9から出現する。骨を飛ばしてくる。
たんたん坊（5000点）
ボス妖怪。口から弾（痰）を放つ。2つある目と鼻の3ヶ所に毛針を打ち込むと倒せる。
二口女（100点）
たんたん坊の手下。
かまいたち（300点）
たんたん坊の手下。M9から出現する。真空を飛ばしてくる。
バックベアード（5000点）
ボス妖怪。目から弾（にらみ光線）を放つ。1つ目に毛針を打ち込むと倒せるが、見上げ入道と違って目を閉じる事があり、目を閉じている時は毛針が無効なため、その分難しい。
フランケン（100点）
バックベアードの手下。
狼男（200点）
バックベアードの手下。M9から出現する。弾は飛ばさないがジャンプ力が高い。

#### 特殊な敵
目目連
全ての魔境で出現する。一つの魔境に3分以上居座っていると出現する。しつこく追いかけてくるうえ、絶対に倒せない。永久パターン防止キャラ。
ねずみ男（1000点）
妖界魔境全般に出現。1ヵ所から動かず、くさい息を飛ばして攻撃してくる。このキャラは倒してもクリア条件の10匹に数えられない。開発当初ではこのくさい息に当たると一定時間スペシャル武器が使えなくなるという仕様だったが、製品版では単にミスになる設定に変更された。
ぬらりひょん（5000点）
妖界魔境と妖炎魔境に出現する。一定時間その魔境にいると出現。上から降ってきて画面下方に消えていく。
ぶるぶる（5000点）
妖空魔境で妖怪眼鏡を取ると出現。ぬらりひょんの別バージョン（静止している）。

## 評価
| 項目 | キャラクタ | 音楽 | 操作性 | 熱中度 | お買得度 | オリジナリティ | 総合  |
| 得点 | 3.69       | 3.27 | 3.01   | 3.17   | 3.00     | 3.18           | 19.32 |

ゲーム誌『ファミリーコンピュータMagazine』の読者投票による「ゲーム通信簿」での評価は別記の通り19.32点（満30点）と標準的な評価となった。本作の内容に関してゲームライターからは肯定的な意見が多く挙げられており、ゲーム誌『ユーゲー 2003 No.07』において池谷勇人は、登場する妖怪が敵味方合わせて50種類以上である点に触れ、当時の傾向として多く存在した主人公のみ登場するゲームが多々発売されていたことに反した登場キャラクターの多さを称賛、またグラフィックのクオリティに関しても高く評価し「墓場や古屋敷などのおどろおどろしい雰囲気がうまく描かれていたのも印象的」と述べ、難易度の高さを指摘したものの「ゲーム全編を通して統一された「薄暗さ」が出色」、「『鬼太郎』独特のダークな空気を見事に再現していた秀作」であると称賛した。『CONTINUE』において内田名人は、ステージクリア条件や大物妖怪や最終決戦における仲間の登場などに触れた上で、「原作の上辺をなぞったザックリ出来の多いマンガ原作ゲームのなか、ストーリー性もバッチリな本作は、まさに『マンガをゲームしているんだ!』と思わせる極上の仕上がりです」と絶賛した。

## 関連文献
- 『ゲゲゲの鬼太郎妖怪大魔境』講談社〈コミックボンボンスペシャル10、ファミリーコンピュータ必勝道場6〉、1986年6月30日。ISBN 9784061023109。
- 「5月10日号特別付録 ファミコンロムカセット オールカタログ」『ファミリーコンピュータMagazine』第7巻第9号、徳間書店、1991年5月10日、70頁。
- 「ユーゲーが贈るファミコン名作ソフト100選」『ユーゲー 2003 No.07』第7巻第10号、キルタイムコミュニケーション、2003年6月1日、43頁、雑誌17630-6。
- 「20th Anniversary 僕たちの好きなファミコン100」『CONTINUE』Vol.13、太田出版、2003年12月18日、25頁、ISBN 9784872338225。
- 『懐かしファミコンパーフェクトガイド』マイウェイ出版〈M.B.MOOK〉、2016年4月21日、49頁。ISBN 9784906735891。
- 『死ぬ前にクリアしたい200の無理ゲー ファミコン&スーファミ』マイウェイ出版〈マイウェイムック〉、2018年8月29日、15頁。ISBN 9784865119855。